# Garfield Morgan
Garfield Morgan (* 19. April 1931 in Birmingham; † 5. Dezember 2009 in London) war ein britischer Schauspieler.

## Leben
Bevor Garfield Morgan die Schauspielschule besuchte, arbeitete er als Zahntechniker.
Morgan fing 1955 mit der Schauspielerei an, wo er mehr als hundert Auftritte in diversen Shows ablieferte. Seine bekannteste Rolle war die des Detective Chief Inspector Frank Haskins in der britischen Krimi-Serie der 1970er Jahre Die Füchse (The Sweeney). Filme, in denen er mitspielte, waren u. a. der Thriller Die Akte Odessa und der Endzeit-Horrorfilm 28 Weeks Later. Insgesamt war er in mehr als 130 Film- und Fernsehproduktionen zu sehen.
Morgan war mit Schauspielkollegin Dilys Laye verheiratet. Das Paar reichte jedoch die Scheidung ein. Zu Morgans Hobbys zählten unter anderem Golf und Reiten. Morgan erlag am 5. Dezember 2009 seinem Krebsleiden.

## Filmografie (Auswahl)
- 1961: Der Mörder mit den gelben Handschuhen (Two Letter Alibi)
- 1961: Der Schwur des Soldaten Pooley
- 1963: Einer kann gewinnen (On the Run)
- 1967: Der Mann mit dem Koffer (Man in a Suitcase) (Fernsehserie, 1 Folge)
- 1967: Der Baron (The Baron) (Fernsehserie, 1 Folge)
- 1967: Jede Nacht um neun (Our Mother's House)
- 1967: Simon Templar (Fernsehserie, 1 Folge)
- 1967–1969: Mit Schirm, Charme und Melone (The Avengers) (Fernsehserie, 3 Folgen)
- 1969: Department S (Fernsehserie, 1 Folge)
- 1969–1979: Randall & Hopkirk – Detektei mit Geist (Randall & Hopkirk (Deceased), Fernsehserie, 2 Folgen)
- 1970: Callan (Fernsehserie, 1 Folge)
- 1971: Die 2 (Fernsehserie, 1 Folge)
- 1971: Paul Temple (Fernsehserie, 2 Episoden)
- 1974: Die Akte Odessa (The Odessa File)
- 1975–1978: Die Füchse (The Sweeney, Fernsehserie, 45 Folgen)
- 1985: Die dreibeinigen Herrscher (The Tripods) (Fernsehserie, 2 Folgen)
- 1985: Mörder-Elite (Murder Elite)
- 1985–1989: Der Aufpasser (Minder) (Fernsehserie, 4 Folgen)
- 1991: Zorro – Der schwarze Rächer (Zorro) (Fernsehserie, 1 Folge)
- 1995: Der Engländer, der auf einen Hügel stieg und von einem Berg herunterkam (The Englishman Who Went Up a Hill But Came Down a Mountain)
- 2007: 28 Weeks Later